# Bez śladu (film 2018)
Bez śladu (ang. The Vanishing / Keepers) – brytyjski thriller psychologiczny z 2018 roku w reżyserii Kristoffera Nyholma. 
Jego akcja osadzona jest w latarni morskiej na wyspie Eilean Mòr (Hebrydy) i nawiązuje do autentycznych wydarzeń z końca 1900 roku, kiedy w niewyjaśnionych okolicznościach zniknęło stamtąd trzech latarników. Początkowo obraz realizowano pod roboczym tytułem The Devil to Pay. 
Film miał premierę podczas Katalońskiego Międzynarodowego Festiwalu Filmowego w Sitges.

## Treść
Dwóch doświadczonych strażników – James Ducat i Thomas Marshall oraz młody Donald McArthur przypływają na jedną z niezamieszkałych Wysp Flannana u wybrzeży Szkocji, gdzie mają objąć sześciotygodniową zmianę w latarni morskiej. Kilka dni po ich przybyciu rozpętuje się sztorm, po którym latarnicy odnajdują wśród skał nieprzytomnego rozbitka oraz zamkniętą skrzynię marynarską. Przy próbie udzielenia mu pomocy oprzytomniały mężczyzna atakuje Donalda, który w samoobronie go zabija. Później okazuje się, że w skrzyni m.in. znajdują się sztabki złota, które po wahaniach James i Donald postanawiają sobie przywłaszczyć, choć sceptyczny Thomas początkowo im to odradza. Wkrótce do wyspy przybija łódź dwóch mężczyzn, którzy wypytują latarników o rozbitka i skrzynię, ale ci usiłują ich zbyć. Obaj przybysze nie dają jednak wiary ich wyjaśnieniom i zdecydowani są odzyskać złoto nawet przy użyciu brutalnych metod.

## Obsada
- Gerard Butler jako James
- Peter Mullan jako Thomas
- Connor Swindells jako Donald
- Søren Malling jako Locke, przybysz
- Ólafur Darri Ólafsson jako Boor, przybysz
- Gary Lewis jako Kenny
- Ken Drury jako Duncan
- Emma King jako Mary (zmarła żona Jamesa)

## Produkcja
31 października 2016 roku portal Deadline poinformował, że przygotowywany jest thriller psychologiczny pt. Keepers, który będzie debiutem reżyserskim Kristoffera Nyholma. Jego scenariusz natomiast zostanie oparty na nierozwiązanej miejscowej zagadce zniknięcia trójki latarników.
Zdjęcia do filmu rozpoczęły się w połowie kwietnia 2017 rok w Galloway w Szkocji. Kręcono je również w Port Logan, latarni morskiej Killantringan w pobliżu Portpatrick oraz w latarni Corsewall w pobliżu Stranraer.